# NGC 1300
NGC 1300 er en bjælke-spiral-galakse der er ca. 61 mio. lysår fra Jorden, og kan ses i stjernebilledet Floden (græsk: Eridanus). Galaksen er omkring 110.000 lysår i diameter, ca. ⅔ af Mælkevejens størrelse, og med en tilsyneladende størrelsesklasse på 11,4 Mapp. Den er medlem af Eridanus-klyngen, der består af ca. 200 galakser. Astronomen John Herschel opdagede den i 1835.